# Harmónia (zene)
Az összhangzattanban a harmónia a zene egy szakaszát jellemzi. Minden zene szakaszokra bontható, ahol mindegyik szakaszt egy harmónia határoz meg.
A harmónia az akkordnál általánosabb fogalom, minden harmóniához végtelen sok akkord tartozik. (Valójában az akkordok számát korlátozza a hangoknak az ember által hallható tartománya.) Ha egy akkord 3 vagy több különböző (nincs két hang oktávnyi, vagy az oktáv egész számszoros távolságában) hangot tartalmaz, akkor meghatározható, hogy milyen harmóniához tartozik. Egy vagy két egyszerre megszólaló hang több harmóniához is tartozhat. Utóbbi esetben még a zenei környezet meghatározhatja a harmóniát, de nem feltétlenül (bizonyos zenékben szándékosan többértelmű néhány akkord).
Tehát az akkord konkrét hangokat határoz meg, míg a harmónia az akkord egy tulajdonsága. A zenészek viszont gyakran akkor is az akkord szót használják, amikor harmóniákról beszélnek.
A harmóniát alaphangja és jellege határozza meg.
- Alaphangja tetszőleges hang lehet.
- Jellege a dúr harmóniától való eltérést fejezi ki, lássunk néhány példát:
  - Dúr: benne az alaphang felharmonikusai (felhangjai) dominálnak. Az első 4 felhangban (ezek még hallhatók) csak alaphang és az arra mért nagyterc és kvint fordul elő.
  - Moll: A dúr tercét egy félhanggal leszállítjuk.
  - Szűkített: A moll kvintjét egy félhanggal leszállítjuk.
  - Bővített: A dúr kvintjét egy félhanggal feljebb visszük.
  - Késleltetett: A dúr tercét egy félhanggal feljebb visszük. (Így kvart lett belőle, és törekszik vissza a terc-re.)

A felsoroltakon kívül természetesen még számos harmónia létezhet.
A következő példában a fisz-moll, esz-dúr és A-sus harmóniákhoz írtunk fel néhány akkordot.

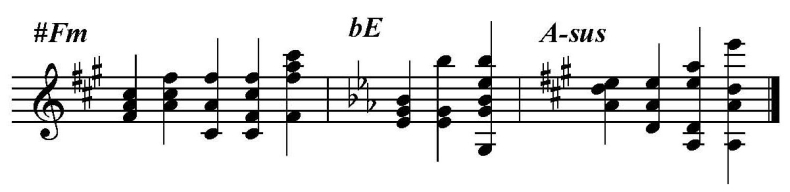
Harmóniák és akkordok viszonya.

Itt pedig a „Boci boci tarka” című dal harmonikus felépítése látható. (C-dúr a hangnem)

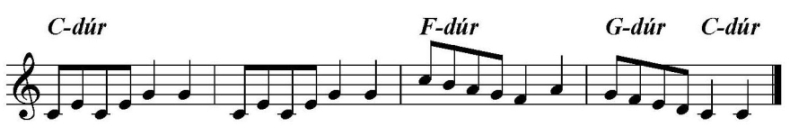
A „Boci boci tarka” című dal harmonikus felépítése.